# Archytas willistoni
Archytas willistoni là một loài ruồi trong họ Tachinidae.